# Simonetta Bernardi
Simonetta Bernardi (Roma, 23 gennaio 1940 – Roma, 13 febbraio 2021) è stata una storica italiana.
Insegnò presso la  Facoltà di Magistero dell'Università "La Sapienza" di Roma e la facoltà di Lettere e Filosofia dell'Università di Roma Tre.

## Biografia
Dopo la laurea in Storia medievale all'Università degli Studi "La Sapienza" nel 1965, si specializzò in Paleografia e Diplomatica, presso la Scuola vaticana di paleografia diplomatica e archivistica dell'Archivio Segreto Vaticano.
Un tema fondamentale delle sue ricerche fu quello degli Ebrei nella società in Italia nel Medio Evo e nel Rinascimento (di cui ella fu per vari anni coordinatrice locale di una ricerca nazionale), anche per conto dell'università di Tel Aviv (coordinò per il Diaspora Research Institute dell'università di Tel Aviv la raccolta della documentazione sugli ebrei marchigiani per una collana di fonti diretta dal prof. S. Simonsohn) . Si occupò in particolare dell'ambito marchigiano nella sfera economica, e anche del ruolo della donna medievale in ambito lavorativo nel territorio, da lei ritenuto più rilevante di quello che si pensava.
In questi studi lavorò anche con l'International Commission for the History of Representative and Parliamentary Institutions (ICHRPI), e con varie altre società nazionali. Era membro del Centro di Studi Storici Maceratesi, della Deputazione di Storia Patria per le Marche (vd. mgh-bibliothek.de Archiviato il 23 novembre 2012 in Internet Archive.) e dell'Accademia Georgica di Treia, nonché dell'Associazione Italiana di Studiosi del Giudaismo (AISG), dell'Associazione Italiana per lo Studio della Santità, dei culti e dell'agiografia (AISSCA), dell'Associazione Italiana di Storia Urbana (AISU). Fu impegnata nelle iniziative culturali del Comune di Cingoli (Mc), città del cui Archivio storico fu Direttore Onorario.
Collaborò all'Enciclopedia Italiana in qualità di redattore storico per l'Enciclopedia Dantesca e per il Nuovo Dizionario Enciclopedico Italiano (1967-82), e a varie riviste: scrisse articoli su Rivista di Storia della Chiesa in Italia, Studi Romani, “Atti e Memorie” della Deputazione di storia patria per le Marche, Studi Maceratesi, Rassegna mensile di Israel, Quaderni Storici del Centro di Studi avellaniti. Fece parte del comitato di redazione della rivista Dimensioni e Problemi della Ricerca Storica e del comitato scientifico di Picenum Seraphicum

## Opere principali
- (a cura di) Le pergamene del Monastero di Santa Caterina, 1104-1215, Collana di fonti di storia cingolana 1, La Tipografica, Roma 1983.
- Gli Ebrei e le Marche nei sec.XIV e XVI: bilancio di studi, prospettive di ricerca, in: Aspetti e problemi della presenza ebraica nell’Italia centro-settentrionale (secoli XIV e XV), Quaderni dell’Istituto di Scienze storiche dell’Università di Roma, Roma 1983, pag. 227-272.
- Note sulla comunità ebraica di Cingoli nel Medioevo, in: La liberazione di Cingoli e altre pagine di storia cingolana, Cingoli 1986, pag. 454 e sgg.
- Esempi di assistenza a Cingoli nel secolo XIII: gli ospedali di Spineto e di Buraco, in: "Studi maceratesi" 19, Macerata 1986, pag. 257 e sgg
- Nobiltà feudale ed istituzionale nel comitato di Osimo fra XIII e XV secolo: esempi nel ceto dirigente del Comune di Cingoli, in Dimensioni e Problemi della ricerca storica, n.2 1993.
- Presenze ebraiche nelle Marche: un caso nella Valle del Fiasta, in: Studi Maceratensi, 23.
- (a cura di) La religione e il trono: Pio VIII nell'Europa del suo tempo: convegno di studi, Cingoli, 12-13 giugno 1993, La Fenice, Roma 1995.
- Gli ebrei nella società maceratense fra XIV e XV secolo, in: Atti del XXIX convegno di studi maceratensi, 1995 (n. 29).
- La presenza dimenticata: il femminile nell'Italia moderna fra storia, letteratura, filosofia (a cura di G. Pagliano), F. Angeli, Milano 1996.
- Les juifs et la justice dans l’etat de l’église. Problèms de tolerance. Exemples dans quelques villes des Marches (siécles XIV-XVI), in: Parliaments, estates & representation, Vol. 19, 1999, Ashgate, Great Britain 1999, pag. 57-65.
- Monasteri femminili di Cingoli nei secoli XIII-XIV, in: G. Avarucci (a cura di), Santità femminile nel Duecento. Sperandia patrona di Cingoli, Ancona 2001, pp. 315–346
- Un territorio, una città: l'evoluzione di Cingoli fra X e XII secolo, in: Tra l'Esino ed il Tronto agli albori del secondo millennio: "Studi Maceratesi" 39, Macerata 2005, pp. 519–534
- Mala tempora per gli ebrei nella Marca Anconetana: alcuni documenti della metà del XVI secolo, in Una manna buona per Mantova, Studi in onore di Vittore Colorni, a c. di M.Perani, L. S. Olschki ed., Firenze 2004.
- Da municipium romano a castrum medievale: Cingulum nella guerra gotica, in Tardo Antico e Alto Medioevo tra l'Esino ed il Tronto: "Studi Maceratesi" 40, Macerata 2006, pp. 415–426.
- Nuovi spunti di ricerca per la questione ebraica nel Medio Evo, in Raffaello Morghen e la storiografia del Novecento: atti del Convegno, Roma 19-20 giugno 2003, a cura di L. Gatto ed E. Plebani, Roma 2005.
- L'Archivio storico del comune di Cingoli, in: Datum in castro Cinguli. La nascita e lo sviluppo della Cingoli medievale nei documenti dell’Archivio Storico Comunale, Catalogo di una mostra ideale, Cingoli 2020.